# Anthony DeSando
Anthony DeSando (nacido el 4 de diciembre de 1965), también conocido como Anthony De Santis, es un actor estadounidense. Es de ascendencia italiana, sus abuelos eran inmigrantes de las regiones del sur de Italia, emigraron debido a mejores oportunidades de trabajo en Estados Unidos.
Nació en Jersey City, Nueva Jersey. Ha aparecido en varias series como L.A. Law, Crossing Jordan, NYPD Blue, Without a Trace y Sex and the City. Uno de sus papeles predominantes es como Brendan Filone en The Sopranos. También protagonizó en A Day In Black And White y coprotagonizó en las películas Cement, Beer League y The Whole Shebang. También hizo la voz de Reggie en el videojuego The Sorpranos: Road to Respect. Recientemente ha aparecido en A Guide to Recognizing Your Saints y Fightining.